# Marcelo Barros (ator)
Marcelo Barros (Recife, 25 de abril de 1972) é um ator brasileiro. 

## Biografia
Nasceu em 25 de abril de 1972, na cidade de Recife, sendo filho de Marlene de Oliveira Lima. Iniciou sua carreira em 1989, numa adaptação para teatro de Capitães de Areia, de Jorge Amado. Considerando as dificuldades de ser ator em Pernambuco, mudou-se para o Rio de Janeiro. 
Inicialmente fora acolhido por Jorge Fernando, com quem tivera um relacionamento amoroso. Após o término da relação mantiveram uma boa relação, tornando-se bons amigos. Jorge Fernando o considerava um filho, deixando parte de sua herança para ele. .
Em televisão iniciara em Vamp (1991), numa pequena participação no último capítulo, participando ao todo de 14 novelas e 2 especiais. Após  Guerra dos Sexos, em 2012, decidira retirar-se da vida artística. 

## Filmografia

### Televisão
| Ano  | Título                    | Personagem                           |
| ---- | ------------------------- | ------------------------------------ |
| 2012 | Guerra dos Sexos          | Montanha Duncrezio                   |
| 2010 | Ti Ti Ti                  | Wagner                               |
| 2009 | Caras & Bocas             | Jandir Souza                         |
| 2007 | Sete Pecados              | Azucrim                              |
| 2006 | O Profeta                 | Fabiano                              |
| 2005 | Alma Gêmea                | Alaor                                |
| 2004 | Quem Vai Ficar com Mário? | Álvaro                               |
| 2003 | Chocolate Com Pimenta     | Araújo                               |
| 2001 | As Filhas da Mãe          | Polenta                              |
| 1999 | Vila Madalena             | Formiga                              |
| 1998 | Era Uma Vez               | Nino                                 |
| 1997 | Zazá                      | Júnior                               |
| 1996 | Vira Lata                 | Damião                               |
| 1995 | A Próxima Vítima          | Cuca                                 |
| 1995 | Não Fuja da Raia          | —                                    |
| 1992 | Deus Nos Acuda            | Amigo de Igor                        |
| 1991 | Vamp                      | Guitarrista de Natasha (clipe final) |

### Cinema
| Ano  | Filme                | Personagem   |
| ---- | -------------------- | ------------ |
| 2006 | Xuxa Gêmeas          | Tio de Tigre |
| 2004 | Sexo, Amor e Traição | Zeca         |

## No Teatro
- 2008 - Boom
- 2002 - Aqui Se Faz, Aqui Se Paga
- 1999/2000 - Boom, Uma Explosão de Alegria[3]
- 1996 - A Gaiola das Loucas
- 1989 - Capitães de Areia